# Nausica
Nausica es la obra póstuma de Joan Maragall. Fue escrita entre 1908 y 1911. El título hace referencia a la historia de la princesa Nausícaa, hija del rey Alcínoo, y a su encuentro con el héroe Ulises. La obra de Maragall está inspirada en fragmentos de diálogo en verso blanco destinados por Goethe a un drama que no llegó a terminar: Nausícaa (Nausikaa. Ein Trauerspiel, 1827). Maragall describe el retorno de Ulises a Ítaca guiado por la voz de un poeta ciego.
Nausica habla del encuentro de un desconocido con una tierra extranjera; un hombre maduro que se encuentra con la locura del adolescente que no puede tener. Maragall finaliza la obra con la protagonista despidiendo entre lágrimas al héroe, aceptando ambos su trágico destino.

## Montajes
El Centre de Documentació i Museu de les Arts Escèniques de Barcelona guarda entre sus fondos el esbozo escenográfico realizado por Adrià Gual para el acto I de la obra, estrenada por el ECAD en el Teatro Eldorado de Barcelona el 6 de marzo de 1921.
El acto I se desarrolla en el jardín de la doncella. El juego de Nausica con sus amigas transcurre en este espacio alrededor de un árbol esquemático y sintético de hojas ondulantes. Se trata de un cuadro plástico muy sutil y conciso, en el que Gual evoca el estilo de dibujo de la cerámica griega clásica.